# غييوم راو
غييوم راو (بالفرنسية: Guillaume Raoux)‏ مواليد 14 فبراير 1970 في فرنسا، هو لاعب كرة مضرب فرنسي سابق بدأ مسيرته كمحترف سنة 1989 وكان يلعب باليد اليمنى، اعتزل اللعب في 2000. أعلى تصنيف له في الفردي كان المركز الـ 35 في سنة 1998. سبق أن شارك في دورة الألعاب الأولمبية الصيفية. تحول راو إلى الاحترافية في عام 1989. ومثل وطنه في دورة الألعاب الأولمبية الصيفية 1996 في أتلانتا بالولايات المتحدة الأمريكية، حيث هزم في الجولة الأولى من قبل اللاعب الزيمبابوي بايرون بلاك.

## روابط خارجية
- غييوم راو على موقع رابطة محترفي التنس (الإنجليزية)
- غييوم راو على موقع الاتحاد الدولي لكرة المضرب (الإنجليزية)
- غييوم راو على موقع كأس ديفيز (الإنجليزية)
- غييوم راو على موقع خلاصة التنس.كوم (الإنجليزية)
- غييوم راو على موقع أوليمبيديا (الإنجليزية)